# Els 100, un rànquing de les persones més influents en la història
Els 100, un rànquing de les persones més influents en la història (en anglès, The 100: A Ranking of the Most Influential Persons in History) és un llibre escrit el 1978 per Michael H. Hart, un astrofísic nord-americà. És una llista de les cent persones, segons l'autor, més influents en la història de la humanitat. La llista és, segons la mateixa confessió de l'autor, absolutament personal i, per tant, subjecte a la possibilitat de ser discutida i rebatuda sota altres criteris. La selecció es refereix exclusivament a la influència que han exercit, no a criteris morals o consideracions d'altres tipus.
El llibre es reedità el 1992 amb algunes modificacions. La major part d'elles venien influenciades per la caiguda del comunisme; els llocs de Karl Marx, Lenin o Mao Zedong van caure de manera dràstica, encara que a penes va variar la posició de Stalin, i Mikhaïl Gorbatxov va entrar en la llista. Alguns personatges van ser reconsiderats o es van corregir descuits com el d'Ernest Rutherford –que de fet, no es trobava a la llista original per un oblit que va confessar l'autor–, i altres criteris. Per exemple, Picasso, Becquerel i Niels Bohr van sortir de la llista, però van entrar Henry Ford i els ja esmentats Rutherford i Gorbatxov.

## Criteris
Entre els criteris que Michael Hart fa servir hi ha: 
- No s'accepten personatges anònims, com per exemple l'inventor del foc o de la roda.
- Es jutja les persones pels seus actes, i no per la facilitat que altres els haguessin dut a terme; no valen arguments del tipus "si Cristòfol Colom no hagués descobert Amèrica, ja ho hagués fet un altre".
- Es valora que els seus actes hagin tingut una repercussió coneguda o valorable; tampoc valdria el fet que els vikings van descobrir Amèrica abans que Colom, ja que això no va tenir una influència rellevant a la història.
- Es té en compte el nombre de persones sobre les quals va influir, en quin grau i al llarg de quant de temps.
- Quants d'aquests èxits han quedat actualment en peu.

També es va tendir a afavorir aquells personatges que haguessin realitzat actes les repercussions dels quals fossin de tipus universal; per exemple, en religions altament esteses, o les repercussions dels grans científics, que passen per davant aquells que només van exercir una influència més o menys local, com és el cas de les religions circumscrites a una àrea geogràfica o de polítics de gran rellevància en els seus països respectius.
De la llista cal destacar el paper qualitatiu rellevant de figures religioses, ja que les deu primeres de la llista són en la seva majoria d'aquest tipus, i científiques. Cal observar l'escassa presència d'escriptors o artistes davant l'alta presència de figures científiques, o polítics i militars, l'abundància de personalitats europees i/o anglosaxones en contrast amb les africanes –una dada curiosa que Hart esmenta és el relativament alt nombre d'escocesos–, encara que també abunden asiàtics, i la presència de només tres dones. Segons Michael Hart, aquests fets no es deuen a criteris ideològics de l'autor, sinó al que ell creu que ha estat la història del món al llarg dels temps, on:
- les dones han tingut una escassa rellevància política o social,
- els europeus i nord-americans han controlat l'ordre mundial,
- els líders religiosos han exercit gran influència en el temps i sobre un gran nombre de persones,
- els artistes, malauradament, no han tingut tanta rellevància com polítics o militars.

D'altra banda, podria sorprendre l'elecció de Mahoma com el primer de la llista tenint en compte que la religió predominant en el món que és el cristianisme. L'explicació, segons Michael Hart, és que Mahoma no només va crear l'islam, sinó que va ser el principal responsable de la seva difusió, i va generar al seu torn un moviment militar que canviaria la història. En canvi, en el cas de Jesucrist, la difusió realitzada en vida es va limitar a uns pocs deixebles, i va ser Pau de Tars el principal responsable de la seva difusió inicial, la que la convertiria en la religió majoritària en els temps futurs, a banda de no haver un moviment militar clar a conseqüència de la seva expansió, i que la repercussió política del cristianisme no es faria palpable fins a Constantí el Gran. El fet que Jesucrist i Pau de Tars hagin de repartir aquest mèrit fa que el seu lloc sigui menor, i que per tant, segons Hart, aquest li correspongui a Mahoma.
Com Hart explica al final del seu llibre també deixa fora de la llista:
- Leonardo da Vinci. No s'inclou perquè malgrat la seva genialitat, no va arribar a acabar gairebé cap dels projectes en els que va estar implicat.
- Marie Curie. És un exemple per als científics i les feministes, però els seus descobriments, encara que molt rellevants, no són suficients per estar inclosa en la llista.
- Becquerel va descobrir la radioactivitat, però realment no es va dedicar a indagar molt més sobre el fenomen.

## Llista dels 100
| Ordre | Nom i mèrit |
| 1     | Mahoma, fundador de l'islam. |
| 2     | Isaac Newton, científic britànic. |
| 3     | Jesús de Natzaret, fundador del cristianisme. |
| 4     | Buda, fundador del budisme. |
| 5     | Confuci, filòsof xinès. |
| 6     | Sant Pau apòstol, impulsor del cristianisme. |
| 7     | Cai Lun, inventor del paper. |
| 8     | Johannes Gutenberg, inventor de la impremta. |
| 9     | Cristòfor Colom, descobridor d'Amèrica. |
| 10    | Albert Einstein, científic alemany. |
| 11    | Louis Pasteur, bioquímic francès. |
| 12    | Galileo Galilei, científic italià. |
| 13    | Aristòtil, filòsof grec. |
| 14    | Euclides, matemàtic grec. |
| 15    | Moisès, líder religiós del poble d'Israel. |
| 16    | Charles Darwin, biòleg britànic. |
| 17    | Qin Shi Huang, primer emperador i unificador de la Xina. |
| 18    | August, primer emperador romà. |
| 19    | Nicolau Copèrnic, astrònom polonès. |
| 20    | Antoine Lavoisier, químic francès. |
| 21    | Constantí el Gran, emperador romà. |
| 22    | James Watt, científic i inventor britànic. |
| 23    | Michael Faraday, científic i inventor britànic. |
| 24    | James Clerk Maxwell, físic britànic. |
| 25    | Martí Luter, creador del protestantisme. |
| 26    | George Washington, polític estatunidenc. |
| 27    | Karl Marx, filòsof alemany. |
| 28    | Germans Wright, Orville i Wilbur, creadors del primer aeroplà. |
| 29    | Genguis Kan, cap militar mongol. |
| 30    | Adam Smith, economista britànic. |
| 31    | Edward de Vere, comte d'Oxford, suposada identitat real de l'escriptor britànic William Shakespeare.                                                                                                |
| 32    | John Dalton, científic britànic. |
| 33    | Alexandre el Gran, polític i militar grec. |
| 34    | Napoleó, polític i militar francès. |
| 35    | Thomas Edison, inventor estatunidenc. |
| 36    | Anton van Leeuwenhoek, inventor del microscopi, holandès. |
| 37    | William T.G. Morton, inventor de la anestèsia. |
| 38    | Guglielmo Marconi, italià inventor de la ràdio. |
| 39    | Adolf Hitler, polític alemany. |
| 40    | Plató, filòsof grec. |
| 41    | Oliver Cromwell, polític britànic. |
| 42    | Alexander Graham Bell, inventor del telèfon. |
| 43    | Alexander Fleming, descobridor de la penicil·lina. |
| 44    | John Locke, filòsof britànic. |
| 45    | Ludwig van Beethoven, músic alemany. |
| 46    | Werner Heisenberg, científic alemany. |
| 47    | Louis Daguerre, principal inventor de la fotografia. |
| 48    | Simón Bolívar, líder independentista sud-americà. |
| 49    | René Descartes, filòsof francès. |
| 50    | Miquel Àngel, escultor, pintor i arquitecte italià. |
| 51    | Urbà II, el papa que impulsà la Primera Creuada. |
| 52    | Omar, descendent polític de Mahoma, gran impulsor militar i polític de l'islam. |
| 53    | Ashoka, principal difusor del budisme després de Buda. |
| 54    | Sant Agustí, filòsof cristià. |
| 55    | William Harvey, descobridor de la circulació major de la sang. |
| 56    | Ernest Rutherford, físic neozelandès. |
| 57    | Joan Calví, creador de la religió calvinista. |
| 58    | Gregor Mendel, descobridor de les lleis de l'herència genètica. |
| 59    | Max Planck, físic alemany. |
| 60    | Joseph Lister, impulsor de la asèpsia en les operacions quirúrgiques. |
| 61    | Nikolaus Otto, creador del motor de combustió interna. |
| 62    | Francisco Pizarro, conquistador de l'Imperi Inca. |
| 63    | Hernán Cortés, conquistador de l'Imperi Asteca. |
| 64    | Thomas Jefferson, polític i filòsof estatunidenc. |
| 65    | Isabel la Catòlica, encara que també Ferran, reis espanyols. |
| 66    | Ióssif Stalin, polític comunista rus. |
| 67    | Juli Cèsar, polític i militar romà. |
| 68    | Guillem I d'Anglaterra. |
| 69    | Sigmund Freud, metge austríac, pare de la psicoanàlisi. |
| 70    | Edward Jenner, inventor de la vacuna contra la verola. |
| 71    | Wilhelm Röntgen, descobridor de los raigs X. |
| 72    | Johann Sebastian Bach, músic alemany. |
| 73    | Lao Tse, filòsof xinès. |
| 74    | François Marie Arouet, més conegut com Voltaire, filòsof francès. |
| 75    | Johannes Kepler, astrònom alemany. |
| 76    | Enrico Fermi, inventor del primer reactor basat en l'energia atòmica, considerat el pare de la bomba atòmica.                                                                                       |
| 77    | Leonhard Euler, matemàtic suís. |
| 78    | Jean-Jacques Rousseau, filòsof suïssa. |
| 79    | Nicolau Maquiavel, polític i filòsof italià. |
| 80    | Thomas Malthus, economista britànic, autor del primer llibre sobre les conseqüències del creixement de la població (primer demògraf).                                                               |
| 81    | John F. Kennedy, president nord-americà, la contribució principal per la qual es troba a la llista és per iniciar el programa espacial.                                                             |
| 82    | Gregory Pincus, creador de la píndola anticonceptiva. |
| 83    | Mani, creador del maniqueisme. |
| 84    | Vladimir Illich Ulianov, més conegut com Lenin, polític rus, instaurat del comunisme a Rússia. |
| 85    | Sui Went-Ti, unificador de la Xina després de Shih Huang-Ti. |
| 86    | Vasco de Gama, marí portuguès, va demostrar que podia arribar-se a l'Índia vorejant Àfrica, obrint una alternativa a la clàssica ruta de les espècies.                                              |
| 87    | Cir II el Gran, emperador persa. |
| 88    | Pere I de Rússia, emperador rus, considerat el gran modernitzador d'aquest país. |
| 89    | Mao Zedong, o Mao Tse-tung, polític que va instaurar el comunisme a la Xina. |
| 90    | Francis Bacon, filòsof britànic, pare del mètode científic. |
| 91    | Henry Ford, inventor de la producció en cadena i dels automòbils. |
| 92    | Menci, filòsof confucionista. |
| 93    | Zaratustra, pare del zoroastrisme, religió d'origen persa. |
| 94    | Isabel I de Anglaterra |
| 95    | Mikhaïl Gorbatxov, va desmuntar el comunisme des de dins a la Unió Soviètica. |
| 96    | Narmer, primer faraó de l'Egipte unificat. |
| 97    | Carlemany, creador d'un imperi que inclouria la actuals França i Alemanya i que va servir d'inspiració per a posteriors intents d'unificació europea.                                               |
| 98    | Homer, poeta cec, autor de la Ilíada i L'odissea. No es coneix si realment va ser un personatge històric o és la suma de moltes persones que van aportar el seu granet de sorra a la tradició oral. |
| 99    | Justinià I, emperador romà d'Orient. |
| 100   | Mahavira, fundador de la religió jainista. |